# Breguet 521
Breguet 521 Bizerta – francuski trójsilnikowy dwupłatowy wodnosamolot przeznaczony do dalekiego rozpoznania.

## Historia
Plany samolotu powstały w 1931 roku w wytwórni Breguet. Maszyna była wojskową wersją latającej łodzi Breguet Bre 530 Saigon. Prototyp Bre.521.01 został oblatany 11 września 1933 roku. W 1935 roku trafił na wyposażenie francuskich Sił Powietrznych. Wyprodukowano 37 egzemplarzy. W przededniu wybuchu II wojny światowej samoloty znajdowały się na wyposażeniu czterech eskadr. Eskadry E1 w Port Lyautey na terenie Maroka, E2 w Cherbourg-Octeville i E3 i E5 w Berre-l’Étang.